# Reborn, Souldrainer
Reborn är det första musikalbumet av death metal-bandet Souldrainer utgivet 2007. Albumet var färdiginspelat redan 2005, men skivkontraktet kom dock inte förrän 2007.

## Låtlista
1. First Row in Hell
2. Internal Suicide
3. The Others
4. To the Promised Land
5. Daemon to Daemon
6. Reborn
7. Everyday Hero
8. Black Thirteen
9. They All Die
10. Angel Song